# CA Taguatinga
Der Clube Atlético Taguatinga, auch bekannt als Atlético Taguatinga oder Bandeirante, war ein Sportverein aus Núcleo Bandeirante, im brasilianischen Bundesstaat Distrito Federal do Brasil.

## Geschichte
Taguatinga wurde am 16. Februar 1981 als Associação Desportiva Comercial gegründet.
Am 15. Oktober 1994 erfolgte eine Umbenennung des Klubs in Associação Desportiva Comercial Bandeirante. Hintergrund war die Fusion mit dem Associação Desportiva Bandeirante. Dieser wurde 1960 als Clube Atlético Colombo gegründet worden und gewann 1971 die Distriktmeisterschaft von Brasília. Später benannte sich der noch in Demabra Esporte Clube um und 1977 in Associação Desportiva Bandeirante.
Ab 2006 änderte Bandeirante seinen Namen in Clube Atlético Bandeirante und nach seinem Umzug von Núcleo Bandeirante nach 2015 Taguatinga letztmalig in Clube Atlético Taguatinga.
Im Mai 2018 wurde bekannt, dass der CA Taguatinga eine Kooperation mit dem Taguatinga EC (TEC) eingehen will. Hintergrund war die mangelnde Akzeptanz des CA Taguatinga, während der TEC in der Region über Anerkennung verfügte. Dieser war bis Ende der 1990er Jahre erfolgreich in der Distriktmeisterschaft angetreten. Im Juni 2018 kündigte dann der Präsident des CA Taguatinga, die Fusionierung seines Klubs an und dass die Mannschaft künftig als Taguatinga EC antreten würde. Faktisch trat der TEC künftig mit der Lizenz des CAT an.
Besonderheiten für den Klub waren die Teilnahme an der Copa João Havelange. Diese war im Jahr 2000 die 44. Spielzeit der höchsten brasilianischen Fußballliga, der Série A. Die Meisterschaft wurde nicht vom nationalen Verband CBF ausgerichtet, sondern vom Clube dos 13. Die Vereine Botafogo FR und SC Internacional hatten beim Sportgericht erfolgreich gegen Spielergebnisse wegen Unregelmäßigkeiten geklagt. Durch die Entscheidung des Sportgerichts hätte der SE Gama absteigen müssen. Dieser legte daraufhin Klage bei einem Zivilgericht ein und bekam vor diesem Recht. Die FIFA bestand dann auf Ausschluss des SE Gama von der brasilianischen Meisterschaft, weil diese vor einem Zivilgericht geklagt hatten. Der CBF sah sich daher außerstande den Meisterschaftswettbewerb auszurichten. Dieses übernahm daraufhin der Clube dos 13. Benannt wurde der Wettbewerb nach João Havelange, dem ehemaligen Vorsitzenden des nationalen Fußballverbandes CBF und Vorsitzendem der FIFA. Der zu der Zeit noch als CA Bandeirante spielte Klub trat in der Gruppe B des gelben Moduls an. In diesem Modul waren 36 Klubs der Série B, der zweiten brasilianischen Liga, und der Série C, der dritten Liga, zusammengefasst worden. In der Gruppe traten alle 18 Klubs einmal gegeneinander an. Die besten Acht zogen in die nächste Runde ein. Bandeirante hatte eine enttäuschende Bilanz. Man belegte den letzten Gruppenplatz mit einem Sieg, sechs Unentschieden und zehn Niederlagen bei 16:35 Toren.
Hinzu kam eine Teilnahmen am nationalen Pokal, dem Copa do Brasil. Bereits am Copa do Brasil 2001 hätte der Klub teilnehmen können, hatte diese aber abgesagt. Zur Copa do Brasil 2002 erhielt Bandeirante eine Einladung. In der ersten Runde des Turniers traf der Klub auf den Cruzeiro EC. Das Hinspiel endete 1:4, so dass es nach den damaligen Regeln zu keinem Rückspiel mehr kam.

## Teilnahme an Fußballwettbewerben
| Wettbewerb                            | Teilnahmen                           |
| ------------------------------------- | ------------------------------------ |
| Copa do Brasil                        | 2002                                 |
| Distriktmeisterschaft                 | 8× – 1994–1997, 2004–2005, 2016–2017 |
| Distriktmeisterschaft Segunda Divisão | 7× – 1999, 2006, 2011–2015           |
| Distriktmeisterschaft 3. Liga         | 7× – 2007–2010                       |

## Erfolge
- Distriktmeisterschaft von Brasília Segunda Divisão: 2015

## Frauenmannschaft
Mindestens in den Jahren 2007 und 2008 trat in der Distriktmeisterschaft von Brasília der Frauen für Bandeirante eine Damenmannschaft an. 2007 wurde das Team fünfter bei sieben Teilnehmern und 2008 sechster von zehn.